# Gao Kegong

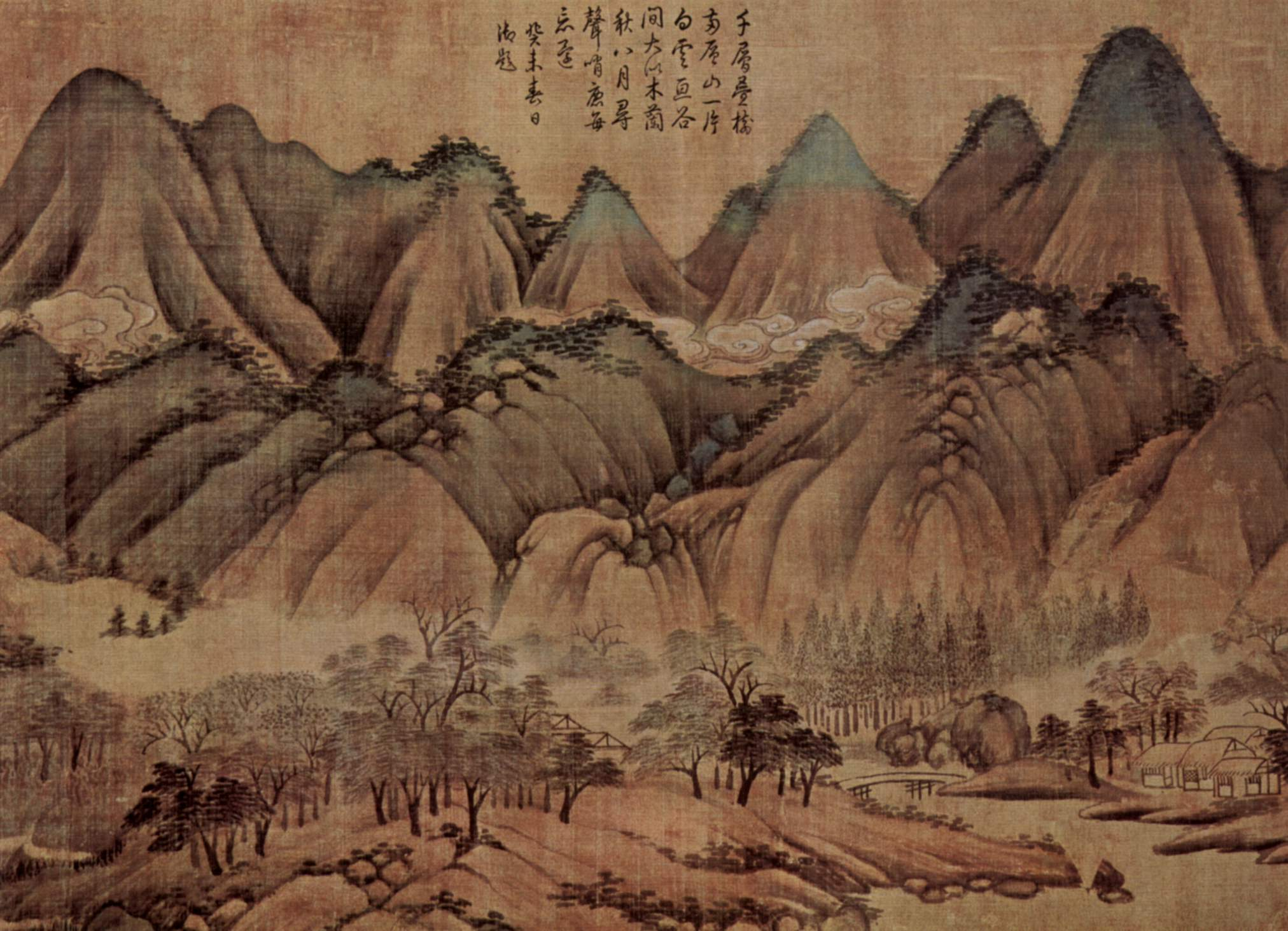
Muntanyes verdes i núvols blancs

Gao Kegong (xinès simplificat:高克恭; xinès tradicional: ⁣高克恭; pinyin: Gāo Kègōng) fou un funcionari i pintor que va viure sota la dinastia Song i la dinastia Yuan. Pertanyia a l'ètnia uigur i la seva família era oriünda del Turquestan xinès. Nascut el 1248 i mort el 1310.
Gao va destacar com a pintor de paisatges (amb tinta una mica acolorida), influït per Dong Yuan i Mi Fu dels quals va adoptar el gust per observar i captar el moviment i la presència de la boira en les seves obres. Era molt amic del seu col·lega Zhao Mengfu. També pintava bambús. Se'l considera el creador del xieyi (“escriure una idea”) que volia una expressió de manera lliure i, a la vegada, d'acord amb la tradició. No s'han conservat la major part dels seus paisatges.